# Me and a Gun
Me and a Gun è un brano musicale scritto dalla cantautrice statunitense Tori Amos.
È stato il suo singolo d'esordio pubblicato nell'ottobre 1991 dall'etichetta Atlantic Records negli Stati Uniti e dalla EastWest Records nel Regno Unito, anticipazione dell'album Little Earthquakes. In precedenza aveva pubblicato il singolo Cool on Your Island a nome Y Kant Tori Read.
Il singolo è stato successivamente pubblicato con il titolo di Silent All These Years con la stessa lista tracce e numero di catalogo..
Il brano è stato ispirato dalla violenza carnale che la cantante subì dopo un concerto all'età di 21 anni.
È cantato a cappella quindi senza accompagnamento musicale.

## Tracce
1. Silent All These Years – 4:18
2. Upside Down – 4:22
3. Me and a Gun – 3:42
4. Thoughts – 2:36